# ریتوپارنو گوش
ریتوپارنو گوش (انگلیسی: Rituparno Ghosh؛ ۳۱ اوت ۱۹۶۳ – ۳۰ مهٔ ۲۰۱۳) یک کارگردان و فیلم‌نامه‌نویس اهل هند بود. وی بین سال‌های ۱۹۹۲ تا ۲۰۱۳ میلادی فعالیت می‌کرد.
وی کارگردان فیلم‌های همچون بارانی، ماسه در چشم، بازی، همه شخصیت‌ها خیالی هستند، ابدی و عینک آفتابی بوده است.